# طه الشنطي
طه الشنطي (1968-2024) هو طبيب فلسطيني، ولد في مدينة غزة. شغل منصب مدير عام الطب الخاص في وزارة الصحة الفلسطينية في قطاع غزة، ومدير وحدة الإجازة والتراخيص في الوزارة، كما عمل محاضراً في قسم العلوم الطبية المخبرية بفي جامعة الأقصى.

## وفاته
قُتل طه الشنطي وعائلته في 6 فبراير 2024 جراء ضربة جوية استهدفت منزلهم في غزة، وذلك في إطار الرد الإسرائيلي على عملية طوفان الأقصى.